# Novo Airão
Novo Airão är en kommun i Brasilien.   Den ligger i delstaten Amazonas, i den nordvästra delen av landet, 2 200 km nordväst om huvudstaden Brasília. Antalet invånare är 14 780.
I omgivningarna runt Novo Airão växer i huvudsak städsegrön lövskog. Trakten runt Novo Airão är nära nog obefolkad, med mindre än två invånare per kvadratkilometer.